# Шульц (рассказ)
«Шульц» — неоконченный рассказ Антона Павловича Чехова, который он писал приблизительно с октября 1895 по 1896 годов.

## История
Рассказ Антона Чехова «Шульц» был создан в 1895 году. Он начат на обороте чернового автографа письма Чехова к И. Д. Сытину, датируемого по содержанию около 4 октября 1895 года.
Впервые произведение было опубликовано в 1914 году в «Письмах А. П. Чехова» под редакцией М. П. Чеховой, том IV, страницы 527–528. При этом рассказ вышел с подзаголовком: «Из неоконченного рассказа. 1896 г.».
Некоторые исследователи Чехова считают этот отрывок логическим продолжением повести «Степь», которая заканчивалась приездом героя в губернский город для поступления в гимназию.
К намеченному в отрывке «Шульц» внешнему образу: маленький герой в окружении большого вещного мира (длинное, как халат, пальто и просторная фуражка Кости Шульца – в зачеркнутых черновых строках; «высокий, полный господин в очках» с пуговицами на жилетке, которые приходятся вровень с глазами мальчика, – в сохраненном тексте) Чехов обращался и позже. К 1897 г. относится пометка в Записной книжке I (стр. 92): «Маленький, крошечный школьник по фамилии Трахтенбауэр» (зачеркнуто и перенесено в четвертую записную книжку – для будущих произведений). Любопытно, что длинная фамилия школьника – немецкая, как и в отрывке «Шульц». Этот образ осуществлен был в конце концов в рассказе «Душечка» (1898): девятилетний сын ветеринара Саша «идет по улице в гимназию, сам маленький, но в большом картузе, с ранцем на спине».

## Сюжет
Рассказ Антона Чехова «Шульц» о невесёлом настроении Кости Шульца, ученика первого класса.
Мальчик идёт в гимназию с тяжестью в сердце из-за того, что не выучил басню «Мартышка и очки». Также перед уходом в гимназию он нагрубил няне и, чтобы досадить ей, не взял котлеты на завтрак, а уже сейчас жалел о произошедшем.
Страх маленького гимназиста перед строгим учителем восходит также к детским годам Чехова. Из письма к Д. В. Григоровичу от 12 февраля 1887 г. видно, что ему долго снились гимназические учителя в характерном соседстве: с воротами кладбища, похоронами и другими кошмарами.
В рассказе автор описывает, как проходит первое мальчишеское очарование школой: сначала первые ученические впечатления кажутся волшебными и незабываемыми, а потом приходят будни, начинаются домашние задания и кропотливая каждодневная работа.
1. 1 2 3 4  Шульц (Чехов) — Викитека. ru.wikisource.org. Дата обращения: 5 марта 2025.
2. ↑  Шульц. Электронная библиотека книг iknigi.net. Дата обращения: 5 марта 2025.